# Inter press service
L’Inter Press Service (abbreviato: IPS) è un'agenzia stampa internazionale specializzata in notizie ed analisi indipendenti sugli eventi e i processi legati allo sviluppo economico, sociale e politico.

## Storia
L'IPS è stata fondata a Roma nel 1964 dal giornalista italiano Roberto Savio e dall'esperto argentino di politica internazionale Pablo Piacentini, con l'obiettivo di contribuire a promuovere la pace e lo sviluppo attraverso la comunicazione e l'informazione.
Nata come cooperativa internazionale di giornalisti italiani e latino americani, si è andata progressivamente trasformando in un organismo internazionale non governativo che, senza fini di lucro, è attivo nei settori dell'informazione e della comunicazione.
Già alla fine degli anni 60 le sedi locali dell'IPS coprivano l'intero continente latino americano. Negli anni '70, mentre la sua struttura in America Latina veniva identificata come la “voce” indipendente del continente, Governi, fondazioni ed università europee incoraggiavano l'IPS ad aprire nuove sedi  nei maggiori paesi europei e in alcune capitali dell'Africa e dell'Asia.
Con gli anni, il network si è ampliato fino a coprire tutti i continenti, e nel 1994, l'IPS si è giuridicamente trasformata in associazione internazionale senza fini di lucro, qualificandosi progressivamente come organismo non governativo internazionale.
Nel 1991, l'IPS ha ottenuto il riconoscimento formale delle Nazioni Unite, che la inseriva nella lista di organizzazioni alle quali è accordato status consultivo di prima categoria presso il Comitato Economico e Sociale  (ECOSOC).

## I temi
Lotta alla povertà e alle malattie, diritti umani, democratizzazione, migrazione, economia, commercio equo, ambiente e sviluppo, sono alcuni dei temi affrontati dagli articoli e dalle analisi pubblicati dall'IPS e distribuiti in 25 lingue, il cui obiettivo editoriale è dare voce alle minoranze e ai gruppi sociali sottorappresentati, emarginati e vulnerabili e riportare temi e prospettive generalmente assenti nel panorama delle notizie globali.
I prodotti giornalistici e radiofonici dell'IPS, e i circa 30 milioni di pagine internet lette ogni mese raggiungono circa 3000 mezzi di comunicazione (fra carta stampata, radio e TV).